# Pont de l’Archevêché
Pont de l’Archevêché (Most Arcybiskupi) – most łączący 4 i 5 okręg paryski, między bulwarami Montebello i Tournelle, przebiegający przez Île de la Cité
Jest to najwęższy most w Paryżu, wzniesiony w 1828 według projektu inżyniera Plouarda. Zbudowany z drewna i kamienia, jest mostem opartym na trzech niskich łukach, jego wymiary wynoszą 68 metrów długości i 17 szerokości, z czego 11 dla ruchu kołowego. Niewielkie możliwości żeglugi pod mostem sprawiły, że w 1910 wydano decyzję o jego rozbiórce i zastąpieniu bardziej nowoczesną konstrukcją, która jednak nigdy nie weszła w życie.